# Wald, Ostallgäu
Wald är en kommun och ort i Landkreis Ostallgäu i Regierungsbezirk Schwaben i förbundslandet Bayern i Tyskland.
Kommunen ingår i kommunalförbundet Seeg tillsammans med kommunerna Eisenberg, Hopferau, Lengenwang, Rückholz och Seeg.